# Xide

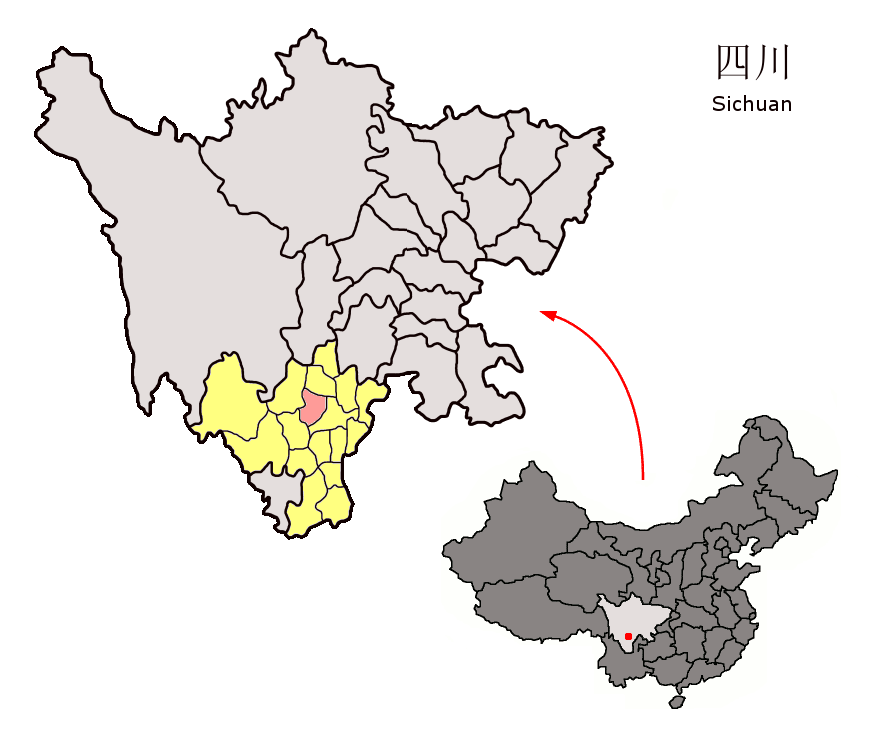
Lage von Xide in der Provinz Sichuan

Der Kreis Xide (chinesisch 喜德县, Pinyin Xǐdé Xiàn; Yi: Xitddop ꑝꅇ) ist ein Kreis des Autonomen Bezirks Liangshan der Yi im Süden der chinesischen Provinz Sichuan. Sein Hauptort ist die Großgemeinde Guangming (光明镇). Er hat eine Fläche 2.101 km² von und zählt 158.139 Einwohner (Stand: Zensus 2020).